# صابرينا دوري
صابرينا ظوري إلبا أو سابرينا داوري إلبا (بالإنجليزية: Sabrina Dhowre Elba)‏ هي ممثلة كندية ووعارضة أزياء وسفير النوايا الحسنة للأمم المتحدة ، هي من أصل صومالي ، اكتسبت صابرينا اهتمام وسائل الإعلام عندما تزوجت من الممثل إدريس إلبا في أبريل 2019. 

## النشأة

### النشأة والتعليم
عارضة أزياء وشخصية وسائل التواصل الاجتماعي. ولدت في 16 يوليو 1989 في نيويورك ونشأت في مونتريال، أسرة صابرينا ذات أصول في الدولة الموجودة في القرن الأفريقي (الصومال)، والدتها مريم إيجال ولدت في الصومال ولكنها تعيش الآن في كولومبيا البريطانية. بعد تخرجها من المدرسة الثانوية، التحقت صابرينا بجامعة هوارد، حيث حصلت على درجة البكالوريوس في اللغة الإنجليزية عام 2001.

## المسيرة المهنيّة
توجت صابرينا ظوري إلبا بلقب ملكة جمال فانكوفر في عام 2014 وتمثلت في مسابقة ملكة جمال في كندا نفس العام باسم كولومبيا البريطانية.
نشأت صابرينا في فانكوفر، كولومبيا البريطانية، وحضرت معهد جون كاسابلانكاس، حيث درست الأزياء والتصميم. عملت كعارضة أزياء وتوجت بلقب ملكة جمال فانكوفر في عام 2014، وشاركت في مسابقة ملكة جمال كندا نفس العام.
بالإضافة إلى عملها كعارضة أزياء ومتنافسة في مسابقات الجمال، شاركت صابرينا في أفلام وبرامج تلفزيونية. قدمت أول ظهور لها كممثلة في فيلم "اللبن المخفوق أمريكي" في عام 2013، ومن ثم ظهرت في أفلام مثل "الجبل بيننا" (2017)، و "كل النجوم في عطلة نهاية الاسبوع" (2022)، والمسلسل التلفزيوني "دور حتى تشارلي" (2019).
اكتسبت صابرينا اهتمام وسائل الإعلام عندما تزوجت من الممثل إدريس إلبا في أبريل 2019. التقيا الزوجين في عام 2017 أثناء تصوير فيلم "الجبل بيننا" في كندا، حيث كانت صابرينا دوري تعمل كعارضة أزياء. تمت خطبة الزوجين في عام 2018 وتزوجا في حفل زفاف استمر ثلاثة أيام في المغرب.
تشاركت صابرينا دوري إلبا أيضًا في العمل الخيري، حيث تدعم منظمة الخيرية "نحن. نستطيع ان نقود" التي تساعد الفتيات في إفريقيا من خلال توفير التعليم وتدريب القيادات.
تعمل أيضًا مع مجموعة متنوعة من منظمات المجتمع المدني، بما في ذلك منظمة الحفظ الدولية، حيث تشغل منصب عضو في مجلس الإدارة، في القضايا البيئية والمشاركة كرئيس مشارك لمجلس مواطني العالم الأوروبي. تهتم سابرينا بشغف بالمساواة بين الجنسين وتعزيز تمكين النساء والفتيات في جميع أنحاء العالم، وقد عينت سفيرة نوايا حسنة للأمم المتحدة لصالح صندوق الأمم المتحدة للتنمية الزراعية في أبريل 2020، وستكرس جهودها كسفيرة نوايا حسنة للصندوق لمواجهة التحديات التي تواجه النساء والفتيات الريفيات.

## زواجها
قابلت مع إدريس إلبا في حانة جاز عام 2017 وتزوجته في المغرب في أبريل 2019.   تزوجا معا في مراكش وقضيا شهر العسل في تنزانيا.
في مارس 2020 ، أثبتت هي وإدريس إصابتها بـ مرض فيروس كورونا. 